# تريارك
تريارك (بالإنجليزية: Treyarch) هي شركة أمريكية مطورة لألعاب الفيديو ، تأسست عام 1996 و هي تابعة لشركة أكتيفجن. لعبة الشركة كول أوف ديوتي: بلاك أوبس التي أطلقت في 2010 تحمل الرقم القياسي في أكبر إطلاق لمنتج ترفيهي في التاريخ خلال 24 ساعة حيث حققت اللعبة أرباح تصل إلى 310 مليون دولار أمريكي في اليوم الأول . في سنة 2005 اندمجت شركة جري ماتر أنتيرأكتيف مع تريارك.

## الألعاب
- كول أوف ديوتي 3
- كوانتم أوف سالس: 007
- كول أوف ديوتي: ورلد أت وور
- سبايدر-مان: ويب أوف شادوز
- كول أوف ديوتي: بلاك أوبس
- كول أوف ديوتي: بلاك أوبس 2
- كول أوف ديوتي: بلاك أوبس 3
- كول أوف ديوتي: بلاك أوبس 4
- كول أوف ديوتي: بلاك أوبس كولد وار
- كول أوف ديوتي: بلاك أوبس 6

## روابط خارجية
- تريارك على موقع ميوزك برينز (الإنجليزية)